# Kurt Schlesinger

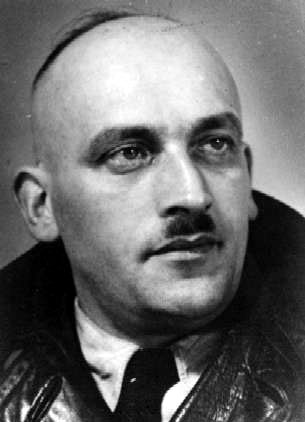
Kurt Schlesinger (ca. 1942)

Kurt Schlesinger (* 17. Dezember 1902 in Schmalkalden; † 1964 in den Vereinigten Staaten) war ein deutsch-jüdischer Mechaniker und NS-Kollaborateur.

## Leben
Kurt Schlesinger wohnte bis 1939 in seiner Geburtsstadt Schmalkalden, wo er zwei Jahre vorher Thea Francis Klein (* 1913) aus Nürnberg heiratete. Nachdem sie während der Reichskristallnacht bedroht wurden, flohen Kurt und Thea Schlesinger am 12. Januar 1939 nach Amsterdam, wo sie bis Ende des Jahres unter Quarantäne gestellt wurden. Am 6. März 1940 wurde das deutsch-jüdische Ehepaar im Durchgangslager Westerbork interniert, wo er am Anfang zum Außendienst als Bergmann verpflichtet wurde.
Schlesinger wurde im Februar 1942 zum Oberdienstleiter des Jüdischen Ordnungsdienstes befördert. Sein Stellvertreter war Heinz Todtmann, der Leiter des Dienstbereichs I (Kommandantur). Die Hauptaufgabe von Schlesinger war die Verwaltung der Häftlingskartei und die Herstellung der Deportationslisten für die Transporte der Juden und Sinti und Roma Westerborks zum KZ Auschwitz, in das Vernichtungslager Sobibor und das Ghetto Theresienstadt. Da die ersten Insassen Westerborks überwiegend deutsche Juden waren und deswegen der größte Teil des Ordnungsdienstes auch, nützte Schlesinger seine Führungsposition aus, um seine Landsleute vor der Deportation zu schützen und die niederländisch-jüdischen Insassen vorrangig auf die Deportationslisten zu setzen.
Schlesinger bekleidete sich wie ein „Überpreuße“ in Reithose, Stiefeln, Ledermantel und Offiziersmütze. Er nahm regelmäßig Geld, Wertsachen und sexuelle Gefälligkeiten im Austausch gegen Schutz vor der Deportation oder für ein „besseres“ Deportationsziel wie zum Beispiel Theresienstadt statt Auschwitz. Er führte den Schwarzhandel im Lager und befahl die Deportationen von konkurrierenden Häftlingen. Etty Hillesum, Zeitzeugin und Auschwitz-Opfer, beschrieb Schlesinger als „die rechte Hand“ vom Lagerkommandanten SS-Obersturmführer Albert Gemmeker. An den Tagen der Deportationen erschien er mit den SS-Wächtern am Bahnsteig, um die Transporte zu beaufsichtigen. Adolf Eichmann erklärte über die niederländischen Deportationen bei seinem Prozess im Jahr 1961: „Die Züge fuhren wie ein Traum.“
Am 11. April 1945 übertrug Gemmeker die Lagerleitung dem Oberdienstleiter Schlesinger, der sie am gleichen Tag an Adrianus van As übergab, einem Nichtjuden, der seit 1942 die Lebensmittelverwaltung im Lager leitete. Das Durchgangslager Westerbork wurde am nächsten Tag von Truppen der kanadischen Armee befreit. Die SS hatte in den Tagen vorher die Deportationslisten vernichtet, aber Schlesinger versteckte eine Kopie davon und überreichte sie den Alliierten. 1946 wurde ein Verfahren gegen Schlesinger und andere Funktionshäftlinge begonnen, aber eingestellt. In dem Prozess von Gemmeker 1949 vor dem Sondergericht Leeuwarden sagte der Zeuge der Verteidigung Schlesinger für ihn aus.
Schlesinger und seine Frau Thea emigrierten am 19. Januar 1951 per Schiff von Rotterdam nach New York, Vereinigte Staaten. Schlesinger wurde erst 1973 von den Ermittlern im zweiten Prozess gegen Gemmeker ausfindig gemacht. Nach Angaben seiner Frau Thea sei Schlesinger schon 1964 gestorben. Darüber hinaus lehnte Thea Schlesinger es ab, eine Aussage gegen Gemmeker im deutschen Konsulat zu machen. Sie starb im Jahr 2002 in Jacksonville, Florida.
Als Funktionshäftling des korrupten deutsch-jüdischen Ordnungsdienstes vom Durchgangslager Westerbork war Kurt Schlesinger aktiv Beteiligter an der Deportation und Ermordung von mehr als 100.000 Juden.